# 데크티너
데크티너(아일랜드어: Deichtine) 또는 데크티러(아일랜드어: Deichtire)는 얼스터 대계의 등장인물로, 콘코바르 막 네사 왕의 여동생이고 쿠 훌린의 어머니이다. 그녀의 남편은 수얼탐이지만 쿠 훌린의 친아버지는 투어허 데 다넌 신족의 광명신 루 라와더이다.
한 판본에서 데크티너는 자기 오래비 콘코바르의 전차를 모는 마차부였다. 울라(오늘날의 얼스터)의 수도 이멘 마하에 한 무리의 새떼가 나타나 풀을 몽땅 뜯어먹었다. 울라인들은 새들을 잡아야겠다고 마음먹고 각자의 전차를 타고 새들을 쫓았다. 계속 새들을 쫓다가 밤이 되었고 눈이 내리기 시작하자 울라인들은 눈을 피할 거처를 찾았다. 그러다 집을 한 채 발견했고, 젊은 집주인은 그들을 환대해 주었다. 그때 집주인의 아내가 해산을 하고 있었다. 아내는 아들을 낳았고, 같은 순간 집 밖 마구간의 암말도 수망아지 두 마리를 낳았다. 울라인들은 잘 먹고 잘 마신 뒤 잠이 들었는데, 일어나 보니 브루 나 보너 고분에 자신들이 있다는 것을 깨달았다. 집주인 부부와 집은 온데간데 없이 사라졌는데 아기와 수망아지 두 마리는 남아 있었다. 데크티너가 아이를 기르기로 했고 그들은 이멘 마하로 돌아갔다. 얼마 뒤 아이는 병이 나서 죽었다. 데크티너가 술을 마시는데 잔에서 작은 생물체가 그녀의 입 속으로 들어갔다. 그녀가 잠이 들자 루 라와더 신이 나타나 그녀에게 그날 밤의 집은 자기 집이었으며, 자신의 아이가 이제 그녀의 자궁 안에 들었다고 말한다. 그 뒤 데크티너는 수얼탐과 결혼해서 아들을 낳았다.
또다른 판본에서는 데크티너가 갑자기 이멘 마하에서 실종되어 버린다. 그 뒤 전술한 판본과 동일하게 새떼가 나타나 울라인들이 새를 쫓다 루의 집으로 눈을 피한다. 그런에 이 판본에서는 해산을 하는 루의 아내가 데크티너였다. 다음날 아침 그들은 브루 나 보너에서 잠이 깼고, 루와 집은 사라져 있었으나 데크티너와 아이는 남아 있었다. 그들은 이멘 마하로 돌아갔고 데크티너는 수얼탐과 결혼했다.

## 참고 자료
- Compert Con Culainn (Recension I), ed. A.G. van Hamel (1933). Compert Con Culainn and Other Stories. Mediaeval and Modern Irish Series 3. Dublin: DIAS. pp. 1–8.
- Compert Con Culainn (Recension II), ed. Kuno Meyer (1905). "Mitteilungen aus irischen Handschriften: Feis Tige Becfoltaig". Zeitschrift für celtische Philologie 5: 500–4 (from D IV 2).; ed. Ernst Windisch (1880). Irische Texte mit Wörterbuch 1. Leipzig. pp. 143–5 and 140–2 (from Egerton 1782).